# 祥云文庙
祥云文庙，即云南县文庙，是明清时期大理府云南县（今云南省大理州祥云县）的县学文庙。原址位于今祥城镇文庙巷以西，现仅存仓圣阁及尊经阁。

## 历史
云南县文庙始建于明洪武十八年（1385年），位于县城南三里处。成化五年（1469年）（另说弘治五年[1492年]、弘治七年[1494年]），移建于城内东街北边。明万历及清康熙、雍正、乾隆、咸丰年间，多任知县主持重修。咸丰七年（1857年），杜文秀起义军攻占祥云后，文庙大部分建筑被拆毁，仅存大成殿及各坊表。光绪二年（1876年），知县鸣泰、教谕李隆、训导姚士玉率乡民重建，当年二月动工，四年（1878年）五月落成。光绪九年（1884年）再次修葺。
整个文庙建筑群总面积约30亩，坐北向南，由五个大院构成。自南向北依次为大门（开向东街）、照壁、木牌坊、泮池、棂星门（左右各有礼门坊、义路坊）、大成门、大成殿、崇圣祠等。大成殿西边通明伦堂，东边通尊经阁；院内有东西厢房，东南角建有仓圣阁。崇圣祠（即后宫）位于最后一院，后宫东面为射圃。另据民国二十五年（1936年）的调查资料，祥云文庙“后宫、正殿、东西庑，忠孝、名宦、兴文、乡贤各祠，并仓圣阁、明伦堂等地均规模阔大，近已接年增修，焕然一新 ”。
清末、民国时期，每年农历八月二十七日的孔子诞辰有祭孔仪式。
文庙的大部分区域，在20世纪30年代成为祥城小学校址，80年代起由祥城初级中学使用，现为祥城镇第一中学校园。射圃于民国二十年（1931年）左右被辟为操场。中华人民共和国成立后，文庙的第一院及泮池改建为县供销社的门市部和办公楼；1955年，泮池的石栏杆被拆去建西山烈士墓四周的围栏；大成殿年久失修，并被改建为教室；崇圣祠在倒塌后被拆除。

## 现存建筑

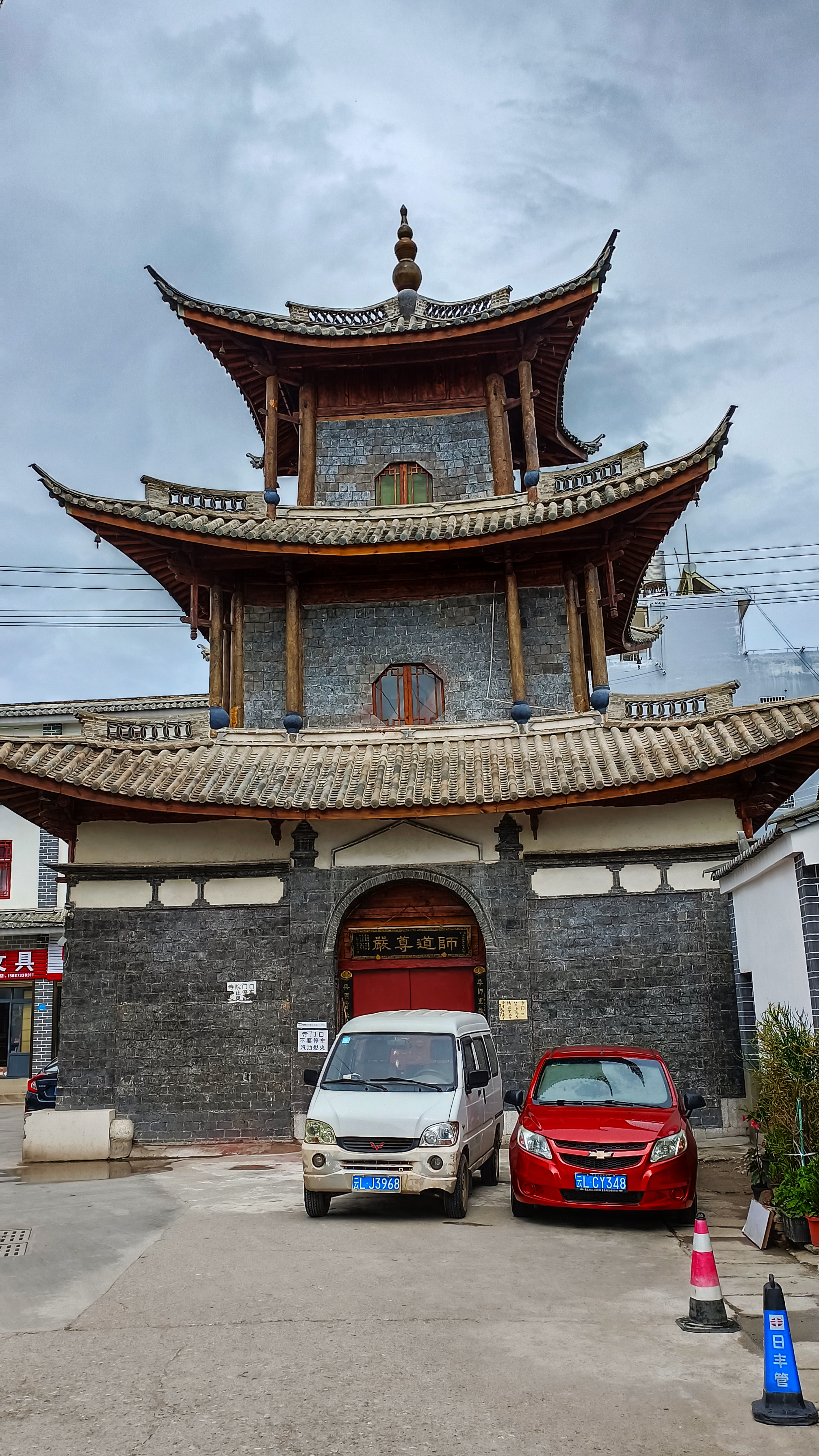
仓圣阁西面

祥云文庙目前仅存尊经阁、仓圣阁，两阁相距约50米。
尊经阁是文庙存放典籍的藏书楼，现位于祥城镇一中内，曾作为县教育局和文化局的办公场所。尊经阁为重檐小青瓦歇山顶抬梁式木结构楼阁式建筑，坐南朝北，基座呈方形，边长11米，面阔3间。据梁上题记，尊经阁建于康熙十年（1671年）。
仓圣阁用于供奉仓颉，现位于祥城镇一中东南角外，面向文庙巷。清康熙年间重修文庙时始建，嘉庆十四年（1810年）重修，民国初年维修，六七十年代曾由城东生产队使用，后无人管理而逐渐破败，2003年由群众出资维修，之后成立了仓圣阁文物管理组，由其管理使用。仓圣阁为三重檐青瓦四角攒尖顶木结构楼阁式建筑，基座呈方形，一层边长11米，东西两面各有一道券顶双合门，门宽2.2米、高2.1米。一层内立4根20米余米的立柱一直通向三层。二层墙外每边有立柱四棵，四面开窗。三层墙外每边有立柱二棵。有陶质葫芦顶。
2001年8月20日，仓圣阁被公布为第四批祥云县文物保护单位。2005年11月28日，尊经阁被公布为第五批祥云县文物保护单位。2013年10月23日，文庙尊经阁、仓圣阁被公布为第五批大理州文物保护单位。